# Игнатьев, Сергей Александрович
Сергей Александрович Игнатьев (1898—1969) — советский военный деятель, генерал-майор.

## Биография
Родился 1 октября (13 октября по новому стилю) 1898 года в городе Почеп Мглинского уезда Черниговской губернии (ныне — Брянская область) в семье помещичьего приказчика.
Учился в церковноприходской школе, затем — в начальном училище. После окончания училища, с 1915 года, работал некоторое время конторщиком. В январе 1916 года был призван в армию и направлен рядовым в 8-й запасной пехотный полк в городе Рославль. В этом же году прошёл ускоренный курс обучения в Алексеевском военном училище, по окончании которого в чине прапорщика был направлен в свой же полк на должность младшего офицера роты, где позднее занимал должность командира роты. Принимал участие в Первой мировой войне. После Октябрьской революции находился на выборной должности командира батальона в чине подпоручика.
Из Русской императорской армии демобилизовался в марте 1918 года, а в августе был призван в Красную армию и назначен на должность военрука в Котляковский волостной военкомат Почепского уезда. После расформирования военкомата убыл на должность командира роты 512-го стрелкового полка 57-й дивизии. В составе полка принимал участие в боях Гражданской войны на Украине, в Донбассе и в Крыму. С ноября 1921 по октябрь 1922 года служил командиром роты 69-го стрелкового полка 23-й дивизии.
После окончания Гражданской войны в России служил командиром 74-го и 59-го отдельных караульных взводов в Харькове, командиром роты 69-го стрелкового полка (1922—1923), начальником караульной команды Харьковского губвоенкомата (1923—1924), помощником командира и командиром роты 69-го стрелкового полка (1924—1926), помощником командира и командиром батальона 68-го стрелкового полка 23-й дивизии (1926—1931). С ноября 1930 по март 1931 года был слушателем Высших стрелково-тактических курсов командного состава пехоты Красной Армии «Выстрел».
С июня 1931 года служил помощником командира 68-го полка по строевой части, а затем — командиром 1-го батальона этого же полка. В 1935 году заочно окончил Военную академию им. М. В. Фрунзе. В марте 1936 года назначен командиром 224-го стрелкового полка 87-й дивизии Киевского особого военного округа. В январе 1940 года ему было присвоено воинское звание полковника. В августе 1940 года был назначен начальником штаба, а в марте 1941 года — комендантом Могилев-Подольского укрепрайона на реке Днестр.
После начала Великой Отечественной войны, с августа по декабрь 1941 года, находился в распоряжении Военных советов 18-й армии и Южного фронта, занимаясь проверкой оборонительных рубежей Красной армии. С января 1942 года участвовал в боевых действиях в составе войск 151-го управления укрепрайона на Юге Украины, в Крыму, на Кубани, Северном Кавказе. В боях на Кубани был ранен в обе ноги, по излечении был назначен комендантом 153-го укрепрайона Московской зоны обороны. В составе войск этого укрепрайона Сергей Александрович и закончил Великую Отечественную войну, участвуя в боях на 1-м и 2-м Белорусском фронтах. В сентябре 1944 года присвоено звание генерал-майора.
С декабря 1946 по декабрь 1948 года служил начальником отдела укрепрайонов Белорусского военного округа. С декабря 1948 по апрель 1958 года находился в должности Свердловского областного военного комиссара.
Умер 22 июня 1969 года в Свердловске, похоронен на Широкореченском кладбище города. Позже рядом с ним похоронен его сын — полковник Игнатьев В. С.

## Награды
- Был награждён орденом Ленина (21.02.1945), четырьмя орденами Красного Знамени (26.07.1944, 03.11.1944, 16.02.1945, 20.06.1949), орденом Отечественной войны 1-й степени (19.05.1944), а также медалями, в числе которых «XX лет Рабоче-Крестьянской Красной Армии», «За победу над Германией в Великой Отечественной войне 1941—1945 гг.» (09.05.1945), «За оборону Кавказа» (01.05.1944), «За взятие Кенигсберга» (09.06.1945)[3].
- Также имел польские награды — орден «Крест Грюнвальда» 3-й степени и медаль «За Одру, Нису и Балтику».